# Банасевич, Александр Максимович
Александр Максимович Банасе́вич (1911—1997) — инженер-технолог, конструктор вооружений.

## Биография
Родился 15 (28 марта) 1911 года в Могилёве (ныне Могилёв-Подольский, Винницкая область, Украина).
Окончил Киевский индустриальный институт (1937).
- чертёжник-конструктор на Судоверфи имени Сухомлина (ноябрь 1930 — январь 1934),
- техник-конструктор на Механико-судостроительном заводе «Ленинская кузница», Киев (январь 1934 — сентябрь 1936),
- инженер-технолог на Ижстальзаводе, Ижевск (ноябрь 1937 — март 1939),
- начальник технологического бюро на Государственном машиностроительном заводе Медногорска (февраль 1939 — март 1945).

С ноября 1945 года по март 1976 года работал в СКБ МВ (сейчас ОАО НПК «КБМ») в должностях от старшего инженера-технолога до начальника отдела.
Участник разработки технологии серийного производства 35 образцов новой техники, в их числе минометы 160, 240 и 420-мм, безоткатные орудия, противотанковые ракетные комплексы «Шмель», «Малютка».
Умер 18 ноября 1997 года в Коломне (Московская область).

## Награды и премии
- Сталинская премия второй степени (1951) — за работу в области военной техники
- орден «Знак Почёта» (1971)
- медаль «За трудовую доблесть» (1966)
- медаль «За доблестный труд в Великой Отечественной войне 1941—1945 гг.»